# Гордон (Охајо)
Гордон (енгл. Gordon) град је у америчкој савезној држави Охајо.

## Демографија
По попису из 2010. године број становника је 212, што је 22 (11,6%) становника више него 2000. године.
| Група             | 2000.        | 2010.       |
| Белци             | 190 (100,0%) | 207 (97,6%) |
| Афроамериканци    | 0 (0,0%)     | 1 (0,5%)    |
| Азијати           | 0 (0,0%)     | 0 (0,0%)    |
| Хиспаноамериканци | 0 (0,0%)     | 0 (0,0%)    |
| Укупно            | 190          | 212         |